# Anioł z Acri
Anioł z Acri, wł. Angelo d’Acri, właśc. Lucantonio Falcone (ur. 19 października 1669 w Acri, zm. 30 listopada 1739) – kapłan i kaznodzieja kapucyński, święty Kościoła katolickiego.
W dzieciństwie, po śmierci ojca, opiekował się nim wuj ksiądz Domenico Errico. Mając dziewiętnaście lat Lucantonio wstąpił do kapucynów. Przeżywając poważne trudności duchowe zrezygnował. Na kilkanaście dni powrócił do rodzinnego domu. Ponownie zapukał do furty klasztornej i rozpoczął nowicjat 8 listopada 1689. Jednak znowu nie wytrzymał i opuścił dom nowicjacki. Powołanie nie pozwoliło mu jednak na przebywanie poza zakonem i po raz trzeci powrócił do klasztoru. W 1691 złożył pierwsze śluby, święcenia kapłańskie przyjął 10 kwietnia 1700.
W ciągu życia pełnił wiele ważnych funkcji: był mistrzem nowicjatu, spowiednikiem i kaznodzieją, wizytatorem, gwardianem, prowincjałem.

## Kult
Beatyfikacji dokonał papież Leon XII 18 grudnia 1825.
Proces kanonizacyjny rozpoczęto 13 listopada 2002. 23 marca 2017 papież Franciszek podpisał dekret uznający cud za wstawiennictwem bł. Anioła z Acri, zaś 20 kwietnia 2017 podczas konsystorza wyznaczył datę jego kanonizacji. W spisanie jego w poczet świętych wraz z 34 nowymi świętymi nastąpiło 15 października 2017 na placu świętego Piotra przez papieża Franciszka.
Wspomnienie liturgiczne w Kościele katolickim obchodzone jest 30 października, w zakonach kapucynów – 31 października.